# Erythresthes shimomurai
Erythresthes shimomurai är en skalbaggsart som beskrevs av Holzschuh 1989. Erythresthes shimomurai ingår i släktet Erythresthes och familjen långhorningar. Inga underarter finns listade i Catalogue of Life.